# CBS Studios
CBS Studios, Inc. és una productora de televisió nord-americana, filial de la unitat de CBS Entertainment Group de Paramount Global. Es va formar el 17 de gener de 2006 per CBS Corporation com a CBS Paramount (Network) Television, com un canvi de nom de l'estudi Paramount Television.
És el grup de producció de televisió de la cadena CBS (CBS Productions va assumir anteriorment aquestes funcions fins al 2004, quan es va fusionar amb Paramount Television) i, juntament amb Warner Bros. Television Studios (una part de Warner Bros. Discovery) és també el grup de producció televisiva de The CW (en el qual Paramount té una participació del 12,5%).

## Predecessors
El 1952, el Columbia Broadcasting System va formar una unitat de producció de televisió interna, CBS Productions, així com instal·lacions a la recentment establerta Television City al districte de Fairfax, Los Angeles a Westside. També es va formar CBS Television Film Sales (més tard conegut com a CBS Films) com a distribuidor de programació sindicada fora de la xarxa i de primera tirada a les televisions locals als Estats Units ia l'estranger.
El 1963, CBS Studio Center es va establir al districte de Studio City de Los Ángeles a la vall de San Fernando. El 1970, CBS Films es va convertir en Viacom i es va separar l'any següent. El 1978, la unitat de producció de CBS va guanyar el nom secundari CBS Entertainment Productions.

Logo que CBS feia servir en el 2020

El 1994, Westinghouse Electric va adquirir CBS. Viacom es va fusionar amb el seu creador CBS, l'any 2000.
El 17 de gener de 2006, el CEO de CBS Corporation, Leslie Moonves, va anunciar que Paramount television  passaria a anomenar-se CBS PARAMOUNT a partir d'aquell dia, i la divisió de la xarxa es convertiria en CBS Paramount Network Television, i la branca de distribució nacional es convertiria en CBS Paramount Domestic Television.
El 26 de setembre de 2006, CBS Corporation va fusionar les seves branques de distribució de televisió King World, CBS Paramount International Television i CBS Paramount Domestic Television per formar CBS Television Distribution (CBSTV). CBS Home Entertainment es va establir llavors com a subsidiària d'aquest últim.
El 17 de maig de 2009, el nom Paramount va ser abandonat després d'un préstec de 3 anys i mig del seu ús de la companyia germana Viacom, formant CBS.

## Ubicació
CBS STUDIO es una cadena dels Estats Units i està ubicat a la 4024 Radford avenue a Los Angeles.

## Presencia al món
La presencia al mon de CBS STUDIO es bastant important, és un dels estudis més grans, i amb alguns del shows mes importants de tot els Estats Units, amb el shows de Show Name Blue Bloods Primetime, Carpool Karaoke CBS Studios, Criminal Minds: Evolution, I molts més etc…

## Premis
PREMIS
UGLY BETTY
1. Globus d’or 2007 a millor sèrie de TV - Comedia o musical
2. Globus d’or 2007 millor actriu principal en una sèrie de TV - Comedia o musical (America Ferrera)
3. Premis Emmy 2006 a millor actriu principal en sèrie de comèdia (America Ferrera)
4. Premis Emmy 2006 a millor direcció en una sèrie de comèdia
5. Sindicat de guionistes 2007 produccions 2006 a millor guió de sèrie nova
6. Satèl·lit awards a millor actriu en una sèrie de TV - Comedia o musical (America Ferrera)
7. Satèl·lit awards a millor actriu secundària en una sèrie, minisèrie o pelicula per TV (Vanessa Williams)
8. Satèl·lit awards a millor sèrie TV - Comedia o musical (America Ferrera)
9. Satèl·lit awards a millor actor secundari de sèrie, minisèrie, pelicula per TV (Tony Plana)
10. Premis del sindicat d’actors a millor actriu (sèrie de TV - comèdia) (Amèrica Ferrera)
11. Directors guild or Amèrica a millor direcció (sèrie TV - Comèdia)(Richard Shepard (Episodio Piloto))

LOST
1. Globus d’or (2005) a millor sèrie de TV - drama
2. Premis Emmy (2005) a millor actor de repartiment en una sèrie de drama (Terry O’Quinn)
3. Premis Emmy (2004) a millor sèrie drama
4. Premis Emmy (2004) a millor direcció en una sèrie de drama (J.J. Abrams (Per l'episodi del pilot))
5. Satellite Awards[3] a millor actor d’una sèrie de TV - drama (Matthew Fox)
6. Premis del Sindicat d’actors[4] a millor repartiment (sèrie de TV - drama)
7. Sindicat de productors 2006 per produccions del 2005

MONK
1. Globus d’or[5] (2003) - pel·lícules del (2002) a millor actriu principal d’una sèrie de TV - comedia o musical (Tony Shalhoub)
2. Premis Emmy[6] (ategories principals) any 2005 a millor actor principal d’una sèrie de comèdia (Tony Shalhoub)
3. Premis Emmy (categories principals) any 2004 a millor actor principal d’una sèrie de comèdia (Tony Shalhoub)
4. Premis Emmy (categories principals) any 2002 a millor actor principal d’una sèrie de comèdia (Tony Shalhoub)
5. Premis del sindicat d’actors (pel·lícules de 2004) a millor actor (sèrie de TV - comèdia) (Tony Shalhoub)
6. Premis del sindicat d’actors (pel·lícules de 2003) a millor actor (sèrie de TV - comèdia) (Tony Shalhoub)